# Фернли (Невада)
Фернли (енгл. Fernley) град је у америчкој савезној држави Невада.

## Демографија
По попису из 2010. године број становника је 19.368, што је 10.825 (126,7%) становника више него 2000. године.
| Група             | 2000.         | 2010.          |
| Белци             | 7.352 (86,1%) | 15.024 (77,6%) |
| Афроамериканци    | 39 (0,5%)     | 202 (1,0%)     |
| Азијати           | 58 (0,7%)     | 394 (2,0%)     |
| Хиспаноамериканци | 758 (8,9%)    | 2.785 (14,4%)  |
| Укупно            | 8.543         | 19.368         |